# Badleksak

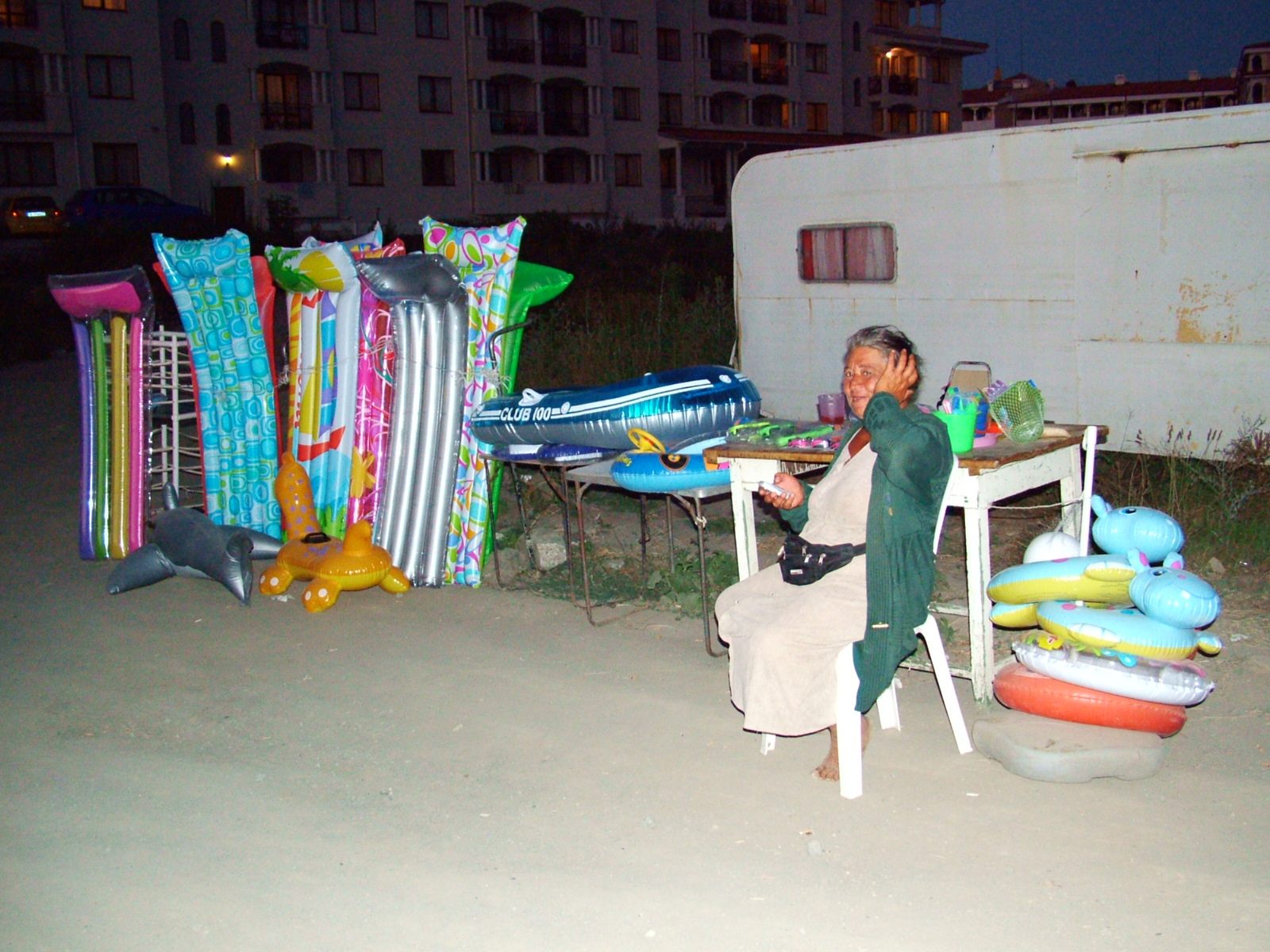
En kvinna som säljer badleksaker i Bulgarien.

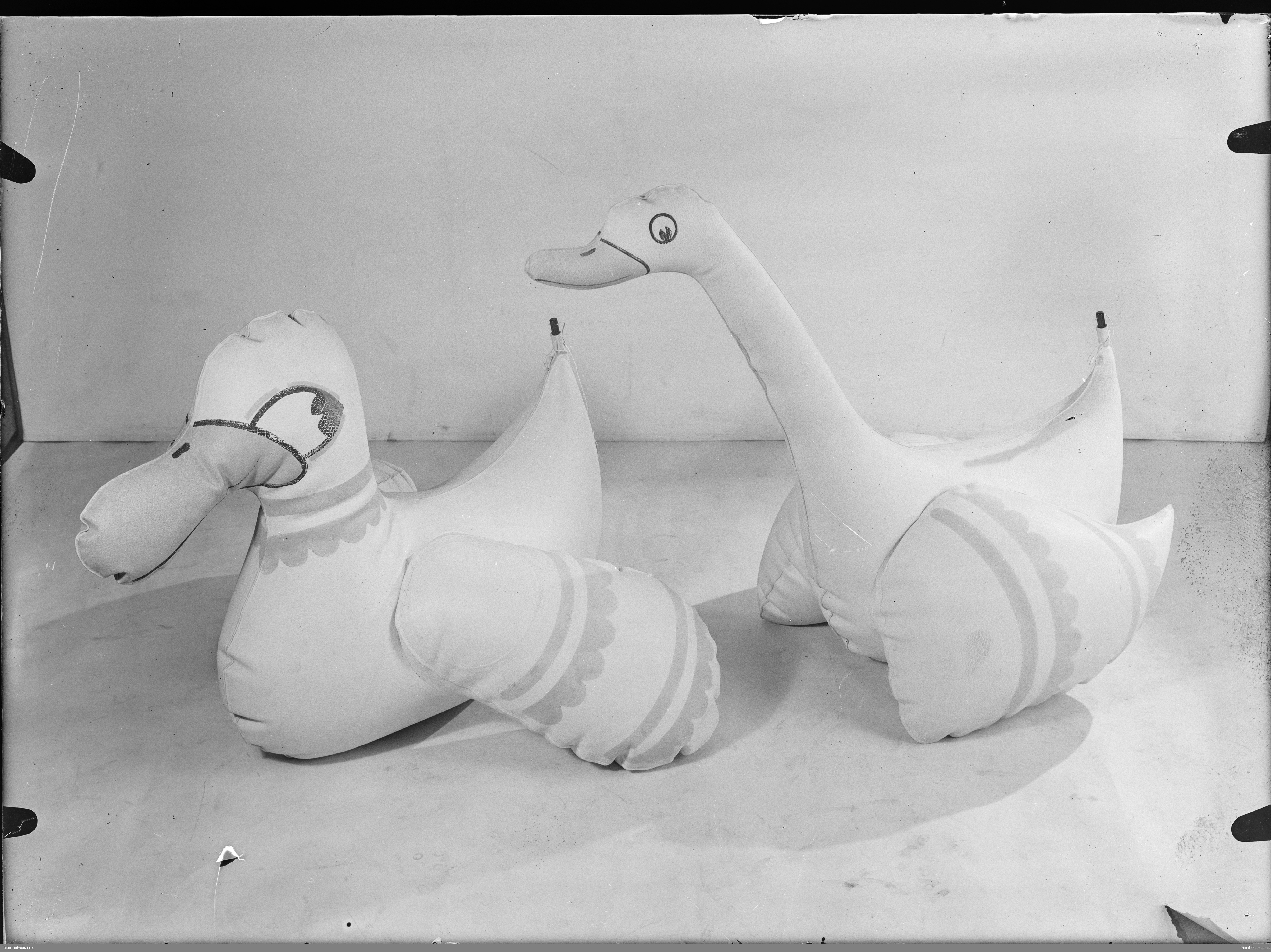
Uppblåsbara badleksaker till försäljning på NK, 1937.

Badleksaker är leksaker som används i samband med bad. De är ofta konstruerade för att flyta i vatten och är då endera tillverkade av material som är lättare än vatten eller ihåliga. Större badleksaker är ofta uppblåsbara. En badleksak, som exempelvis badring och badmadrass, är dock inget flythjälpmedel. Personer som inte är simkunniga ska därför bara använda dessa på grunt vatten och under uppsikt av simkunnig person.
En badleksak kan ha formen av ett djur, som till exempel badankor. Dessa används oftast av små barn. En badanka kan ha en insats som ger ett pipande ljud ifrån sig när man klämmer på den. En annan vanlig badleksak är badringen som har formen av en livboj, men som är uppblåsbar. En badring kan också ha en fantasifull utformning med djurhuvud och svans. En typ av uppblåsbar boll som ofta är större än en fotboll kallas för badboll. 
Äldre barn leker ofta med större badleksaker av skumplast som mattor, block och stavar. Denna lek går för det mesta ut på att ha ned varandra i vattnet.
På vissa svenska badhus kan det finnas flera meter långa badleksaker som oftast tas fram i samband med skollov.
Gränsen mellan simundervisning och lek kan vara svårdefinierad när det gäller barn. Föremål som används i simundervisningen som simdynor av plast eller frigolit och flytplattor av skumplast används även i stor utsträckning för lek. Att dyka efter en ishockeypuck eller annat sjunkande föremål som ligger på botten är ett annat moment som förekommer både som lek och som ett led i simundervisningen. De puckar som finns på svenska badhus är ituskurna för att minska risken för stöld.